# Feneketlen-tó
A Feneketlen-tó Budapest XI. kerületében található, Újbuda belvárosában, Szentimrevárosban. A Villányi út és a Kosztolányi Dezső tér között elhelyezkedő mesterséges állóvíz felülnézetből elnyújtott, szabálytalan papucs ("vese-medence") formájú. Területe 1,1 ha, kerülete mintegy 500, mélysége 4-5 méter.

## Története

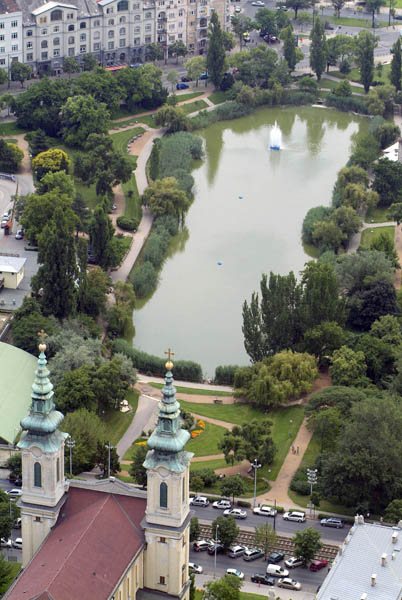
A Feneketlen-tó légi felvételen (2009)

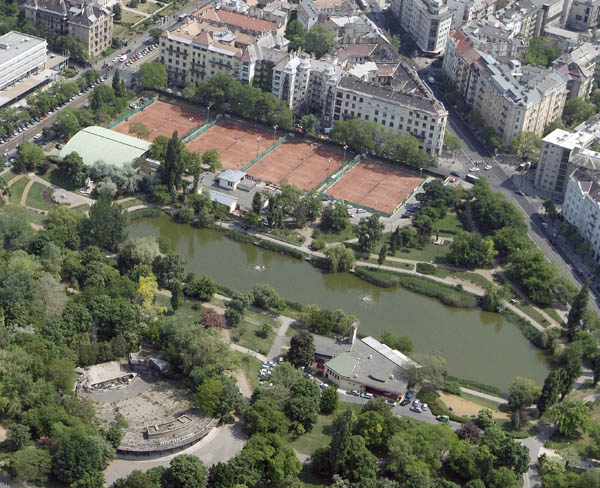
A Feneketlen-tó légi fotón (2009)

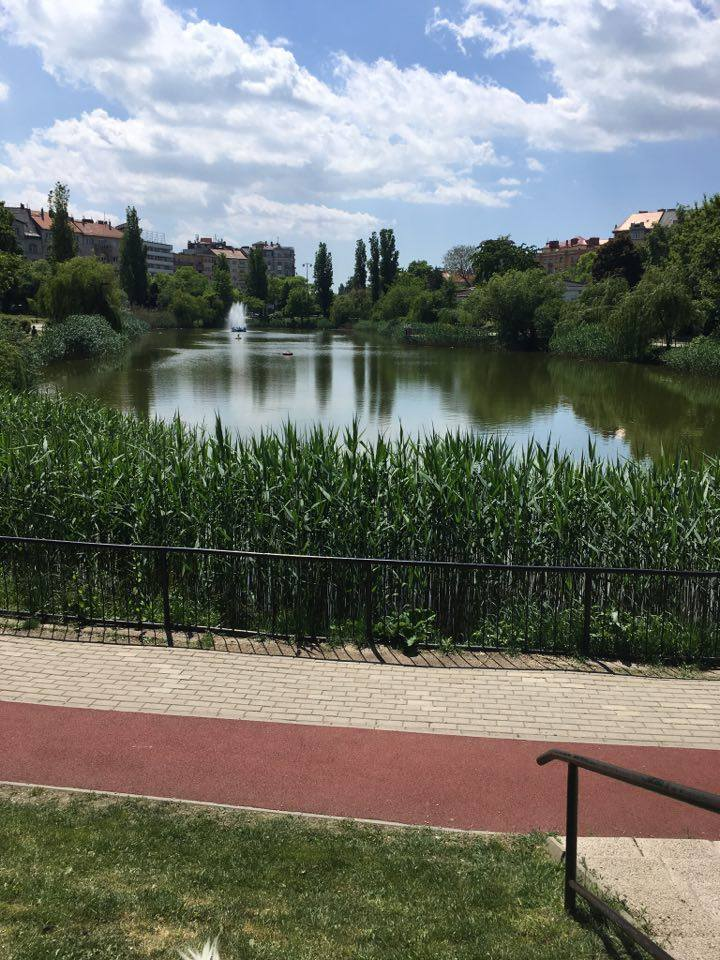
A tó és a futópálya (2017)

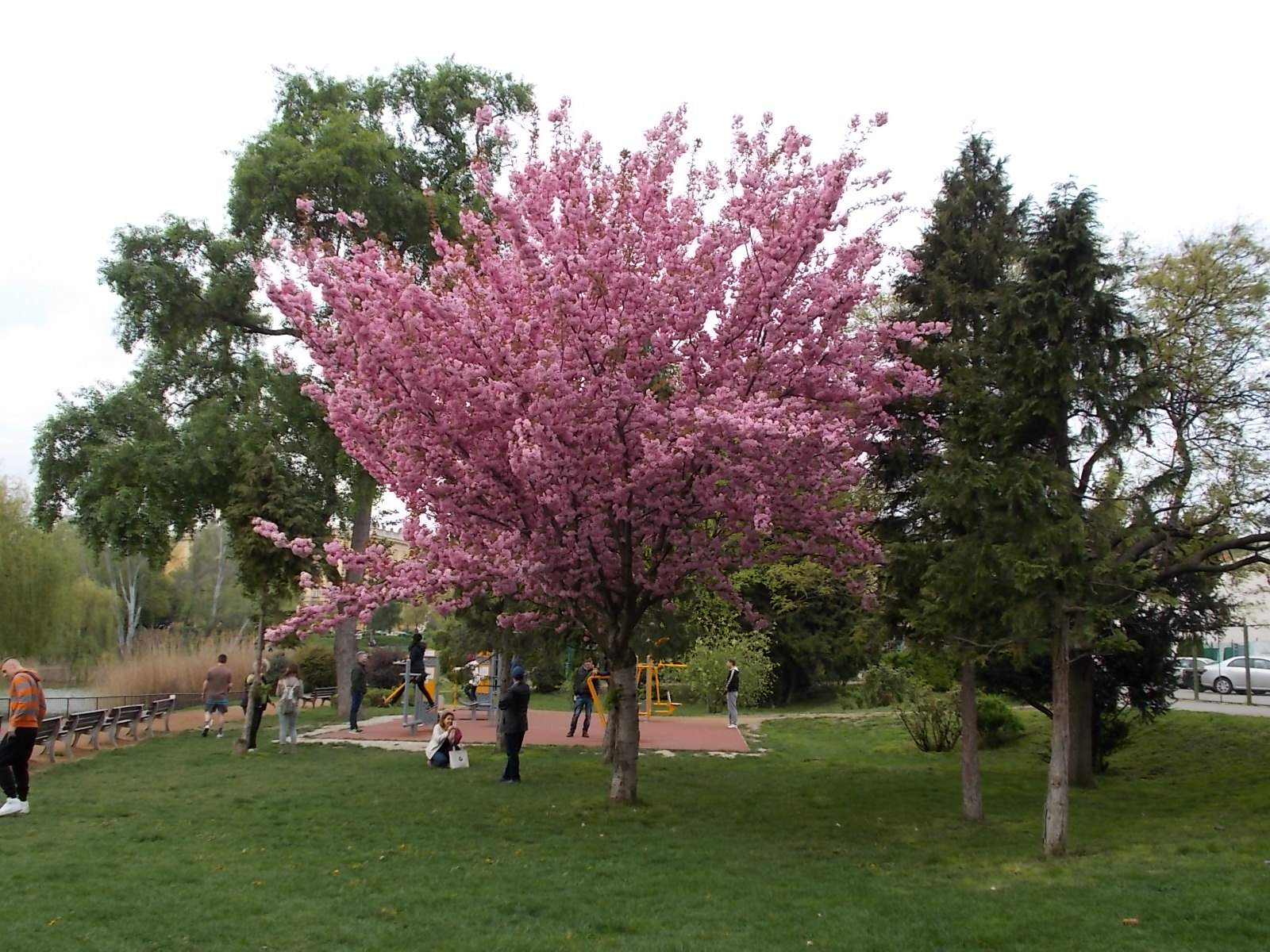
A fitneszpark a tó mellett (2017)

A 18. század előtt a Feneketlen-tó helyén lakatlan, mocsaras, értéktelen terület állt. A közelben kanyargó Duna az idők során agyagot hordott a területre, épp ezért a 18. század második felében, a folyó szabályozását követően és az építőanyag-igény miatt téglagyárat hoztak létre a mai Kosztolányi Dezső térnél, az alapanyagot pedig a tó helyén lévő agyaggödörből nyerték ki a munkások. Maga a tó leírások szerint 1877-ben keletkezett, amikor az egykori téglagyár munkásai egy agyaggödröt mélyítettek. Ennek során felszín alatti vízfolyásra bukkantak – bár azt már az 1873-as Buda nagyméretű kataszteri térképsorozata is feltüntette.
A tó medencéjében az oligocén kori kiscelli agyag pirittartalma tömény keserűvizet képez. A Feneketlen-tóban mély tavakra jellemző termikus ugróréteg alakul ki, ebben az erős kénhidrogén-tartalmú vízben az élet egy ideig nem volt képes kialakulni. Utánpótlása a kiscelli agyagon összegyűlt talajvízből származik. 1889-ben bezáratták a téglagyárat, a talajvíz pedig szép lassan feltöltötte az agyaggödröt és környékét olyannyira, hogy a keletkezett tó a Villányi utat is megszakította. Egy darabig Háromházi-tónak is hívták – mert mellette már háromemeletes ház is épült –, később már csak arról volt nevezetes, hogy – zord eredetét igazolandó – , még az „öreg háború” előtt nyaranként megszedte a maga gyermek-áldozatait. Nevezték többek között Átlós-úti, Horthy Miklós úti- és Téglaházi-tónak is.
A 20. század elején is elhagyatottan állt, semmilyen funkciója nem volt. A környék beépítése főként azután kezdődött meg, hogy a ciszterci szerzetesek 1912-ben Budán is megtelepedtek. 1914-ig a rend és a főváros között megszületett egy városrendezési megállapodás, ám az így megszerzett értékes villatelkek kapcsán egy nagyobb szabású megoldás keresztülvitelét az első világháború megakasztotta. 1922-ben került elő újra, de csak 1927-től láthattak neki a kivitelezésnek.
A szerzetesek számára Wälder Gyula építész tervezett egy templomból, rendházból, gimnáziumból és internátusból álló épületegyüttest a part közelébe. Ezek közül a Szent Imre-templom és -gimnázium áll a tó északi oldalán húzódó Villányi út túloldalán. Eddigre a Gellérthegy oldalában történt építkezéseknél kiásott földdel a tó Fadrusz utca fele eső részét feltöltötték, ahol ennek nyomán 1908-ban a Kelenföldi Labdázó Társaság (utóbb BLKE – Budapesti Lawn Tennis és Korcsolyázó Egylet) 21 teniszpályája és egy tóparti kertészet létesült. A 2. világháború után állami kézbe került a tenisztelep, az 1970-es években pedig az MTK otthona lett.
1937-ben a templom építésével kapcsolatban egy park kialakítását tervezték a tavat körülvevő 3000 négyszögölnyi területen, mintegy budai Városligetet létrehozva. Bár az ezzel kapcsolatos munkálatokat elkezdték, ám terveiket a második világháború ismét megakasztotta, ezúttal véglegesen. Az 1940-es évekre partját nád és sás nőtte be, vizét jellegzetes, dolomithegyeink lábánál találtató magnézium-szulfátosként jellemezték, az eutróf vizek közé sorolták.
Környékét végül 1958 és 1960 között parkosították Mőcsényi Mihály tervei szerint, aki a kivitelezési munkákat is irányította. A park nagy részben társadalmi munkában épült. A ciszterci rendház már megrendelt köveivel és vasbeton-tömbökkel töltötték föl a Kosztolányi Dezső tér járdája mellett a tavat, hogy stabilizálják a partfalat és hogy útnak, rézsűknek elég széles partsávot nyerjenek. A korábban szeméttelepként használt partoldalon épült fel a szabadtéri színpad, tervezői Pálfy Ferenc, Studer Antal és Vitkovits István voltak; Reischl Antal terve alapján a Park Vendéglő, majd nem sokkal később a Sport Szálló (tervezője: Brjeska István, 1983-ban ez egészült ki a Hotel Flamencoval). Avatásakor a tó melletti falba felszabadulási kőtáblát csavaroztak a tervező, kivitelezés-irányító nevével. Az 1980-as évekre a park számos műalkotással bővült: fekvő fiúalak, néhány lépéssel távolabb egy kis kőmackó, majd Kosztolányi Dezső merengő alakja Mágia című kötete fölött, a teniszpályák bejárata mellett Somogyi József Bartók Béla-szobra és Illés Gyula antifasiszta emlékműve is helyet kapott.
A később újra gazdag állat- és növényvilággal rendelkező tó vízminősége az 1980-as években indult romlásnak, anaerob folyamatok indultak el a zárt tószerkezet miatt. Vize mély, de egyben kis vízfelületű, ami gyorsította a szerves anyag rothadását. Mindez szükségessé tette a hiányzó megelőző környezetvédelmi intézkedések végrehajtását. Állapotának meghatározása céljából 1982-ben elkészítették a tó mélységvonalas helyszínrajzát. Ekkor a legnagyobb mélység a tó hossztengelyének Bocskai úti negyedében 5,4 méter volt, ami a Villányi út irányában egyenletesen csökkent, itt nagyobb iszapfelhalmozódást észleltek. A meder morfológiai alakja az agyagkitermelésnek megfelelően maradt vissza. A BME Vízgazdálkodási Intézete végezte a vízminőség-romlás okának vizsgálatát, és ezek alapján javaslatot készített. 
A Feneketlen tavat a Csepel Autógyár 2. sz. Gyárának Horgász Egyesülete kezelte, és horgászvízként hasznosította (rendszeresen telepített halakat). Vízforgató berendezést és szökőkutat építettek be, amely a Feneketlen-tavi horgászegyesület szorgalmazására készült el. A 2000-es évektől már a Sas-hegy déli oldalán, a Sasad városrészben fekvő vízgyűjtő területről, felszíni csapadékvízből táplálkozik.
2010 óta tiltott a horgászás. A tó és a körülötte elterülő park máig népszerű pihenőhely.

### Elnevezései
Sokáig nem volt hivatalos neve, gyakran (kelenföldi, lágymányosi) névtelen tóként emlegették. A rendezés előtti időkben nevezték kelenföldi tónak, kelenföldi korcsolyázótónak.
A 20. század első felében nevezték Átlós úti, a két világháború között Horthy úti, Villányi úti (de olykor az 1950-es években is), lágymányosi tónak egyaránt. Utóbbi részben megtévesztő, lévén a Lágymányosi-öböl közelében volt az "igazi" Lágymányosi-tó (jóval nagyobb vízfelületének végleges feltöltése a Rákóczi híd építése előtt történt meg) – és már ekkor felbukkant a Feneketlen megnevezés.

## Épített környezet

### Ifjúsági Park
Mőcsényi Mihály az Ifjúsági Park koncepciójáról (2012): "Fél évszázad elteltével úgy tűnik, hogy az akkori tervkoncepció lényegi elemei megvalósultak, ma is elevenen hatnak. Fő célom az volt, hogy a kéttornyú templom élményt keltően úgy tükröződjék a tó felszínén, hogy ez a kép, ez a látvány a kerület vizuális központjává, emblémájává váljék. Arra törekedtem, hogy sajátos terepplasztikával, szép kilátású és intim kerti terekkel, cserjékkel, fákkal határolt pihenő- és sétahelyek alakításával fiataloknak, öregeknek örömöt szerezzek. Azt akartam, hogy sok embernek legyen kedve tavasztól őszig a tóhoz jönni, pihenni. (...)
A színpad, pontosabban a nézőtér határolása némi gonddal járt. Bentről kifelé nézve nyitottnak kellett tűnnie, mégpedig úgy, hogy kívülről a színpadot ne lehessen látni. A problémát széles, horizontnál magasabb betonlemezekkel oldottam meg, azoknak a célt megfelelően szolgáló alaprajzi, térbeli elhelyezésével.
A „tó kompozíció” haránttengelyét képző, a Bartók Béla út, illetve Lenke tér menti kert-térrendszer vizuális zárómotívuma a Park Vendéglő. A teraszáról – a víztükör felett – jó rálátás nyílik a teniszpályák helyén létesített, terepplasztikával tagolt, fákkal határolt, díszcserjékkel élénkített, padokkal, sajátos térvilágítással gazdagított gond-múlató „zöldfelületre”."

### Szabadtéri színpad, étterem
1958-ban adták át a 2750 m²-es, 2200 férőhelyes Budai Parkszínpadot (akkori nevén: Bartók Színpad), ahol nyaranta szabadtéri mozielőadásokat is tartottak. A leromlott állagú intézmény 2005-ben végleg bezárt. Az elhanyagolt, romos területen szemét halmozódott föl, sarjerdő nőtt, hajléktalanok vertek tanyát. 2014-ben indult felújítása után 2015 nyarán 600 férőhelyes vendéglátóipari létesítményként nyílt meg (Fröccsterasz), mely kisebb rendezvények lebonyolítására alkalmas színpaddal is rendelkezik.
A tó partjára eredetileg halászcsárdát terveztek – a Reischl Antal műegyetemi tanár tervezte Park Étterem 1960. április 4-én nyílt meg. (2000 óta Hemingway Étterem néven működik.) "Az étterem 140, kerthelyisége 200 személyes lesz s a halételek kedvelőinek azzal kedveskednek majd, hogy a tóba telepített pontyot az étterem halászai frissiben fogják és mindig a hálóból kerülnek majd konyhára a potykák."

### Emléktábla
Az 1958–1960 között épített Ifjúsági Park átadására a Feneketlen-tó partján elhelyezett emléktáblán név szerint emlékeznek meg a tervezőről. Felirata: "IFJÚSÁGI PARK // Épült felszabadulásunk 15. évfordulójára / az üzemi dolgozók és a lakosság összefogásával. / Tervezte és a kivitelezést irányította: / DR. MÖCSÉNYI MIHÁLY".

### A tó körüli szobrok, műemlékek
- Mackó (Molnár László alkotása; 1961)
- Ülő fiú (Gádor Magda alkotása; 1961)
- Halas fiú (Dabóczi Mihály; 1961)
- Társadalmi munkás lány (Makrisz Agamemnon alkotása; 1961; az egészalakos bronzszobor a Kosztolányi Dezső tér felőli oldalon áll)
- Kosztolányi Dezső (Borbás Tibor alkotása; 1979)
- Bartók Béla (Somogyi József alkotása; 1981)
- A Magyar Ifjúság Szabadságfrontja emlékmű (Illés Gyula és Gulyás Zoltán alkotása; 1982)
- Bartók: Concerto (Matzon Frigyes által készített mészkőszobor, Kamaraerdei Ifjúsági Park, 1984; az absztrakt, kubista hatást mutató szobor 2012-ben került ide áthelyezésre)[22]
- boldog Brenner János (1931–1957) vértanú ciszterci szerzetes (Rieger Tibor alkotása; 2018)[23][24]

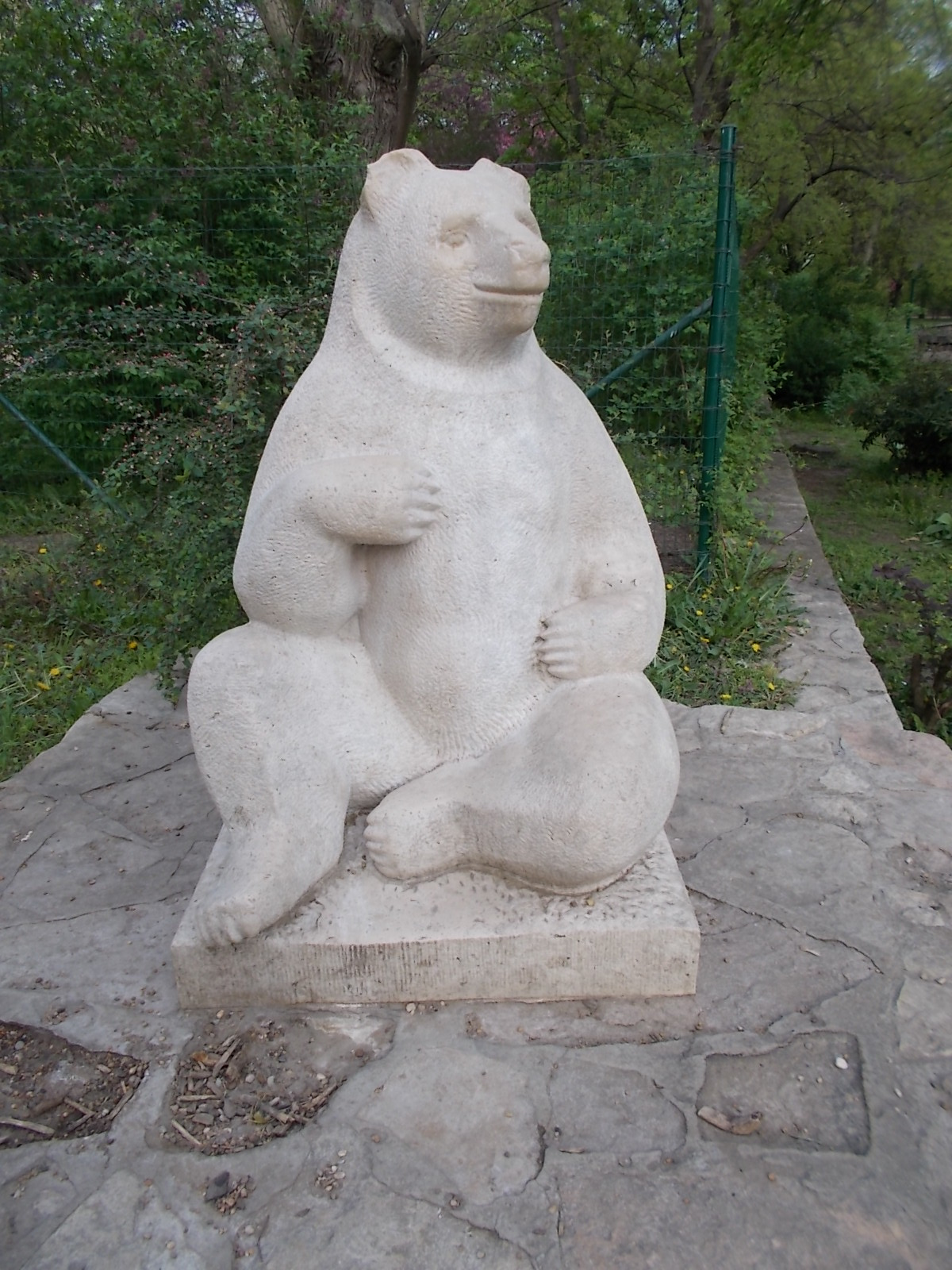
Mackó
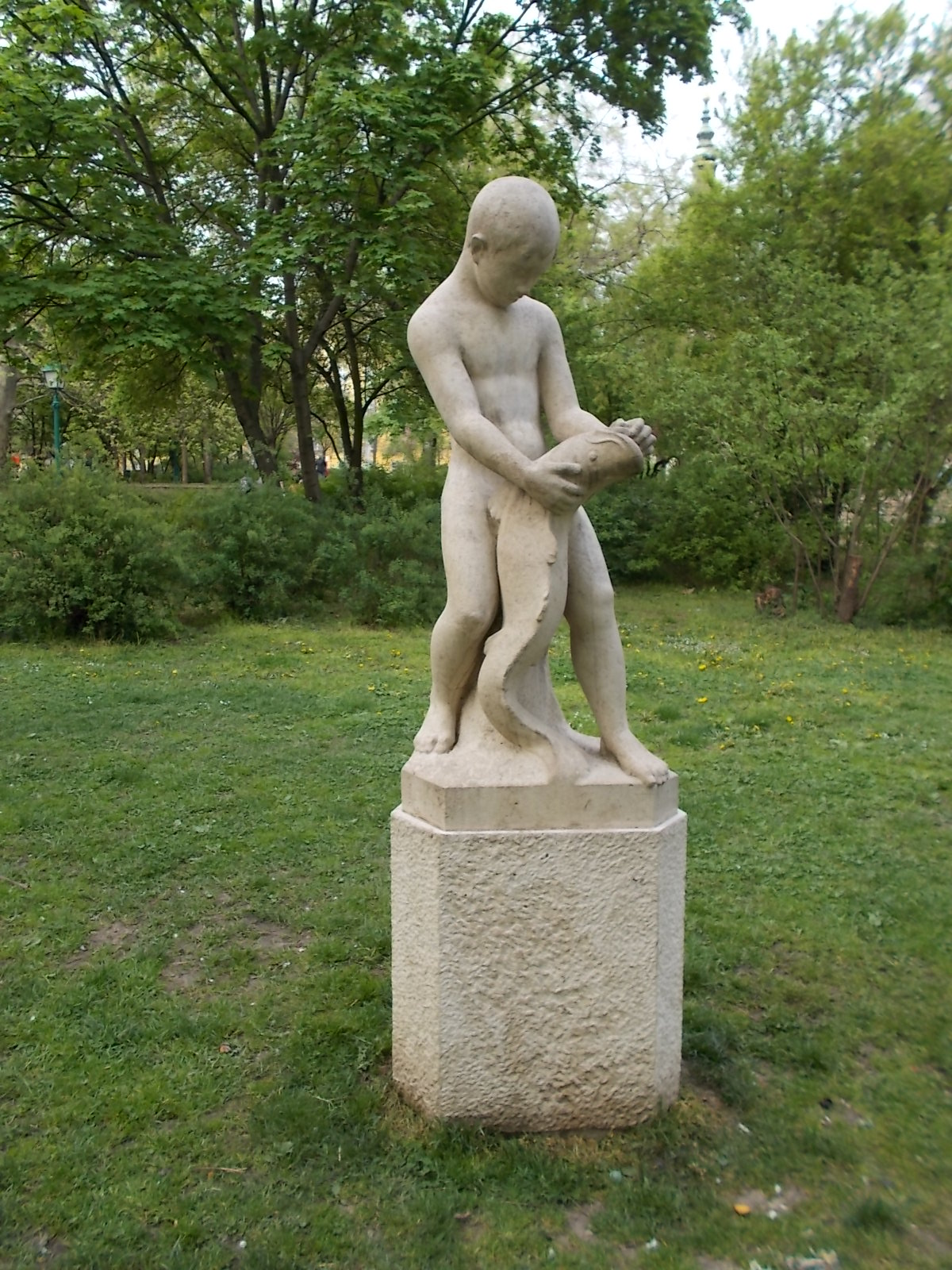
Halas fiú
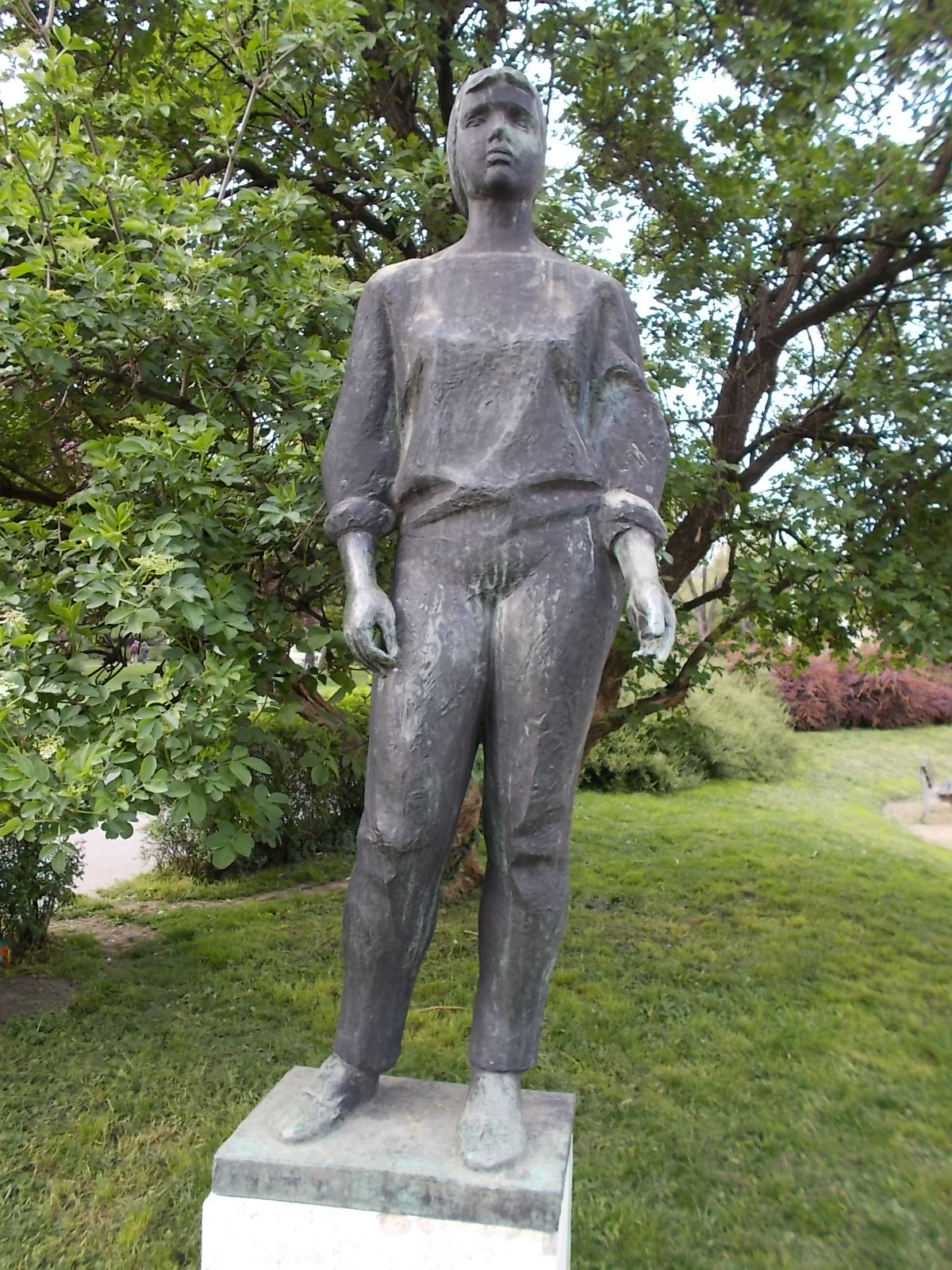
Társadalmi munkás lány
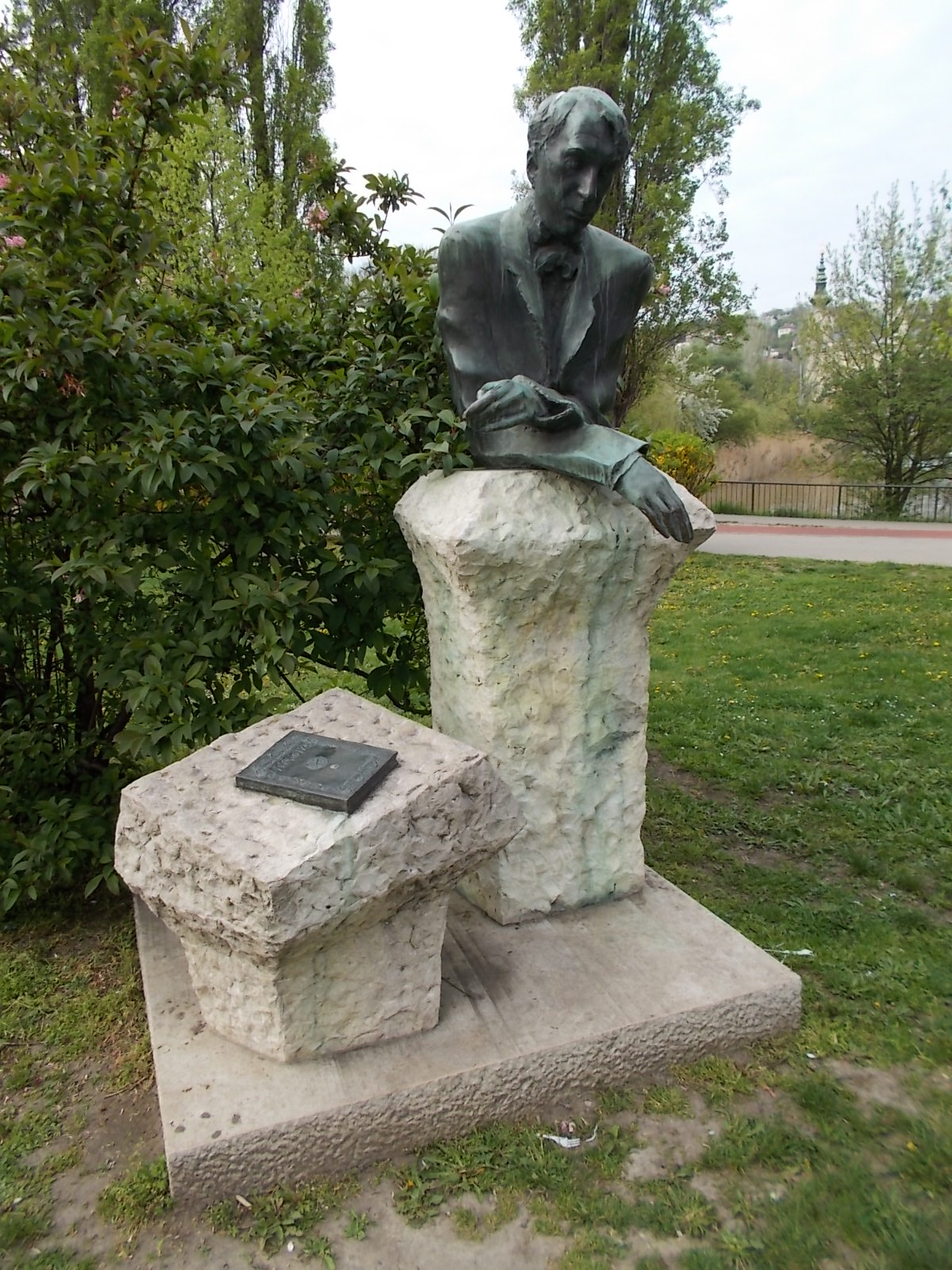
Kosztolányi Dezső
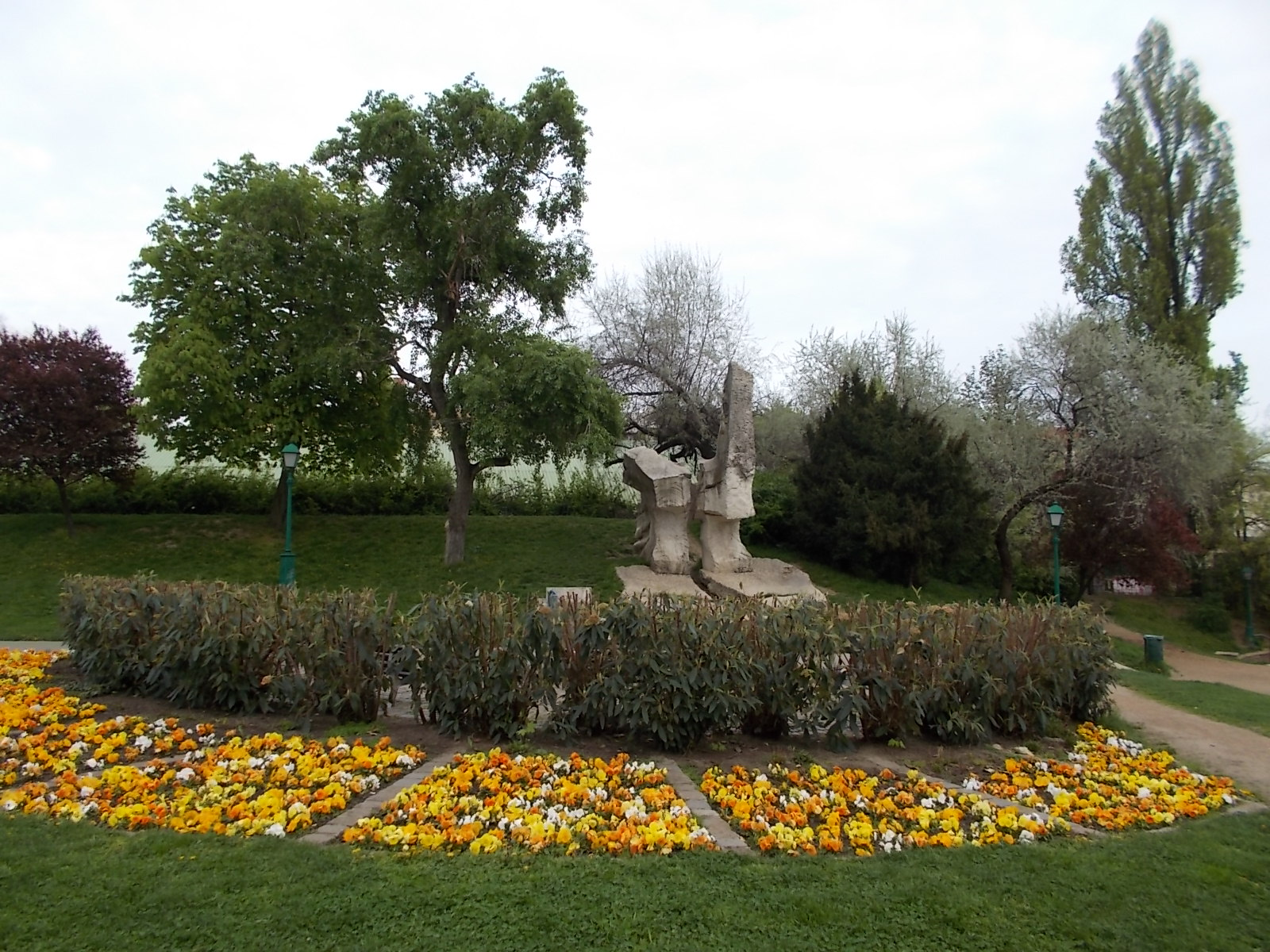
A Magyar Ifjúság Szabadságfrontja emlékmű
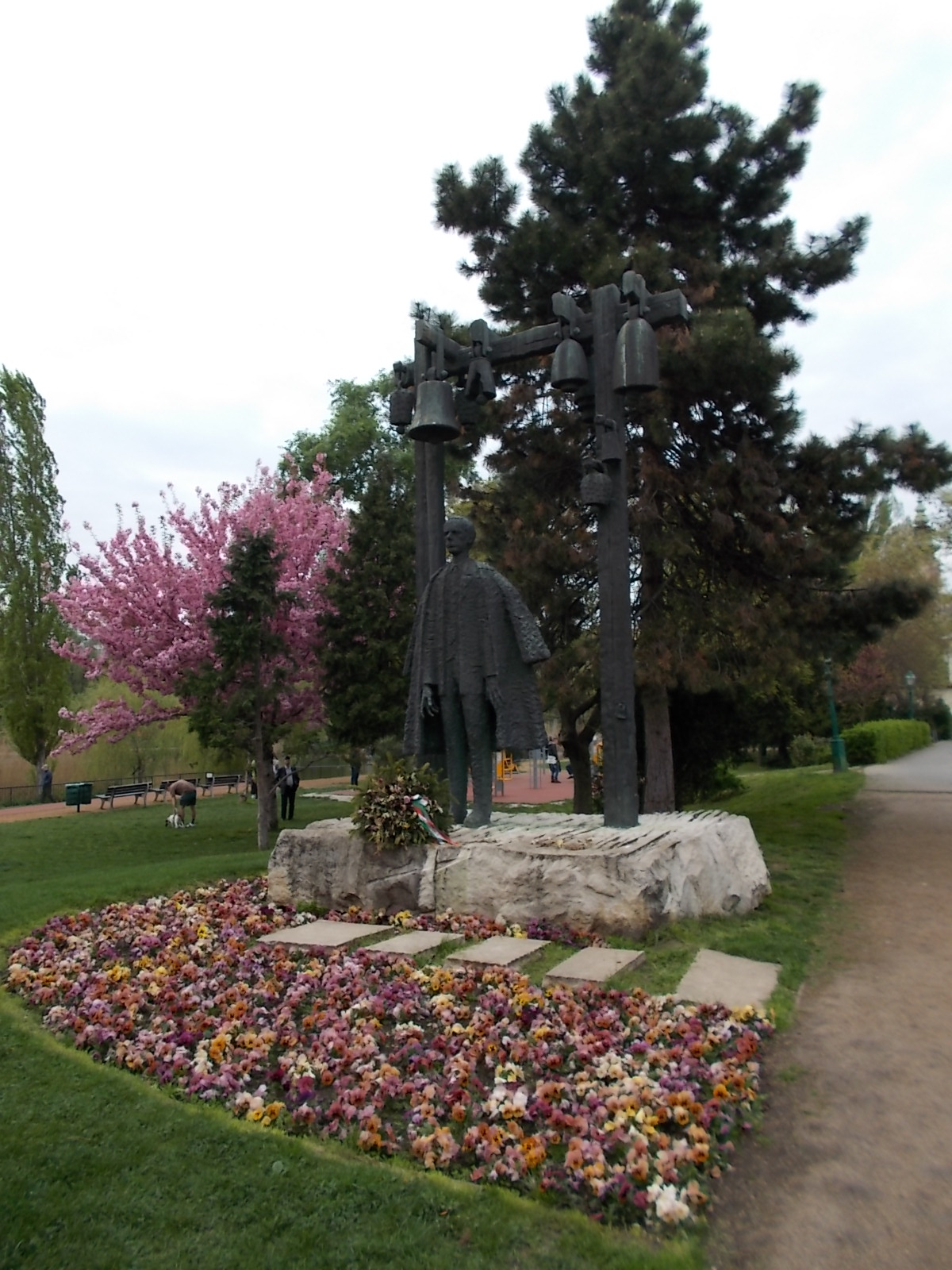
Bartók Béla
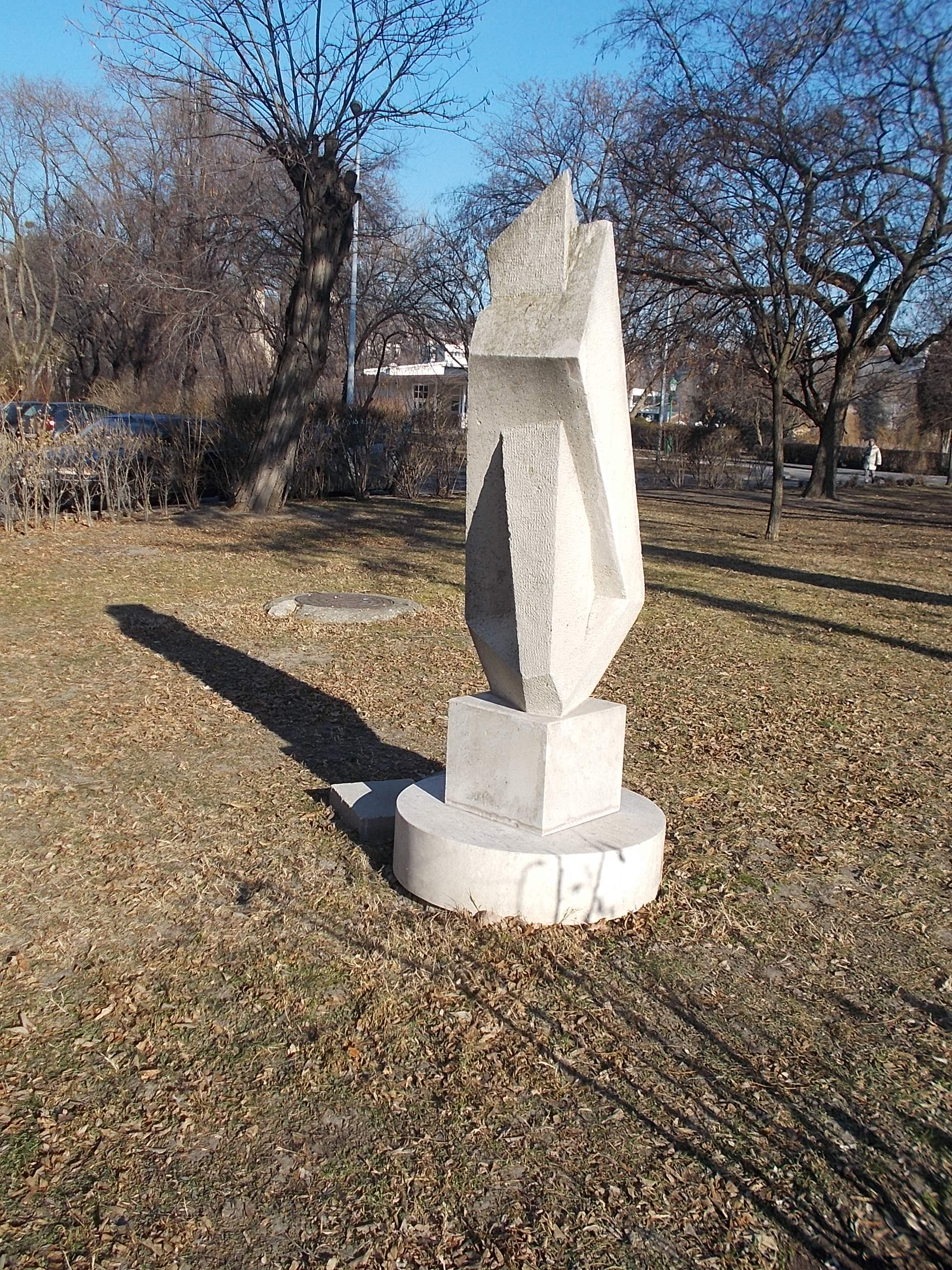
Bartók: Concerto
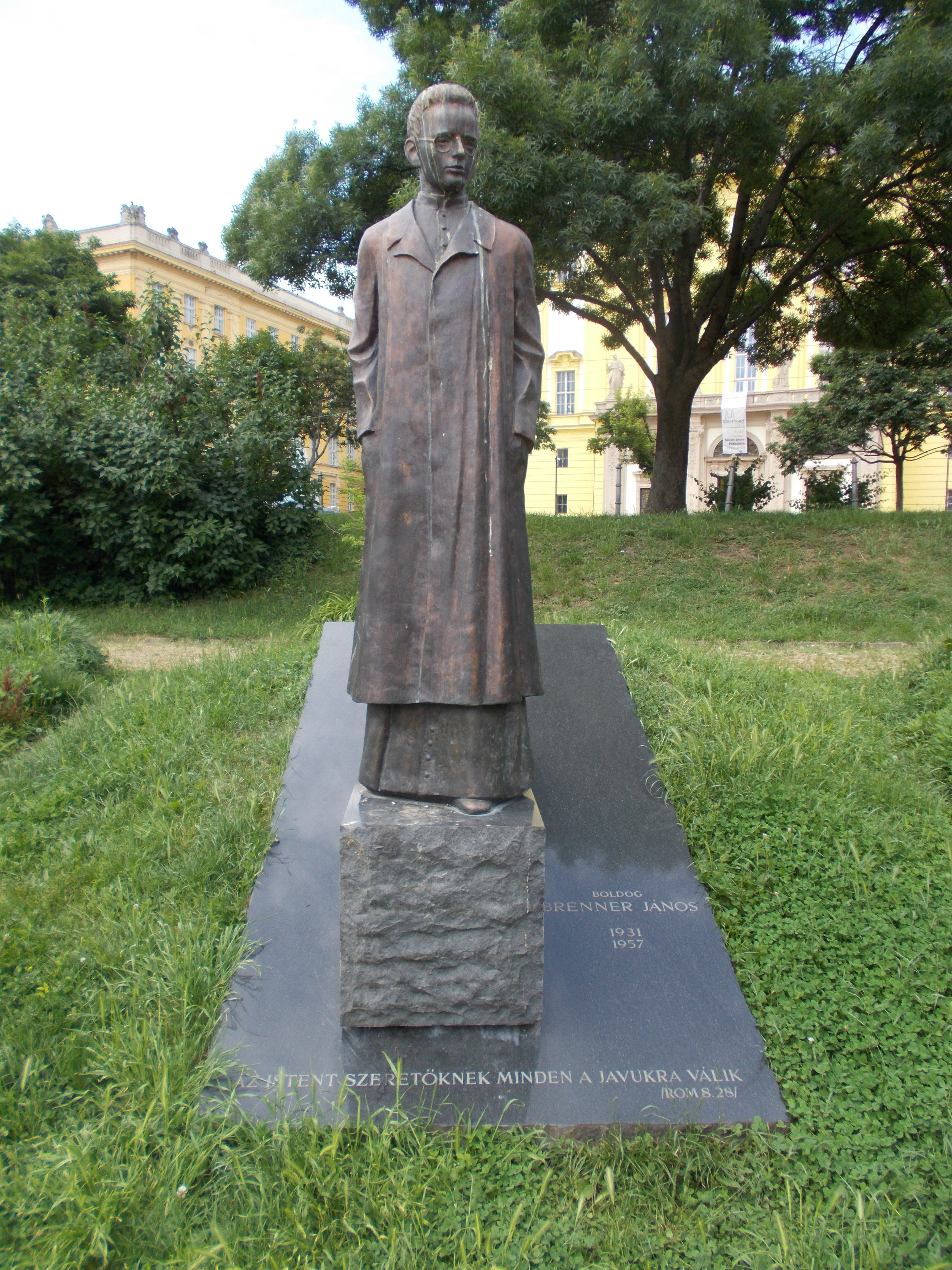
Brenner János

## Archív fényképek

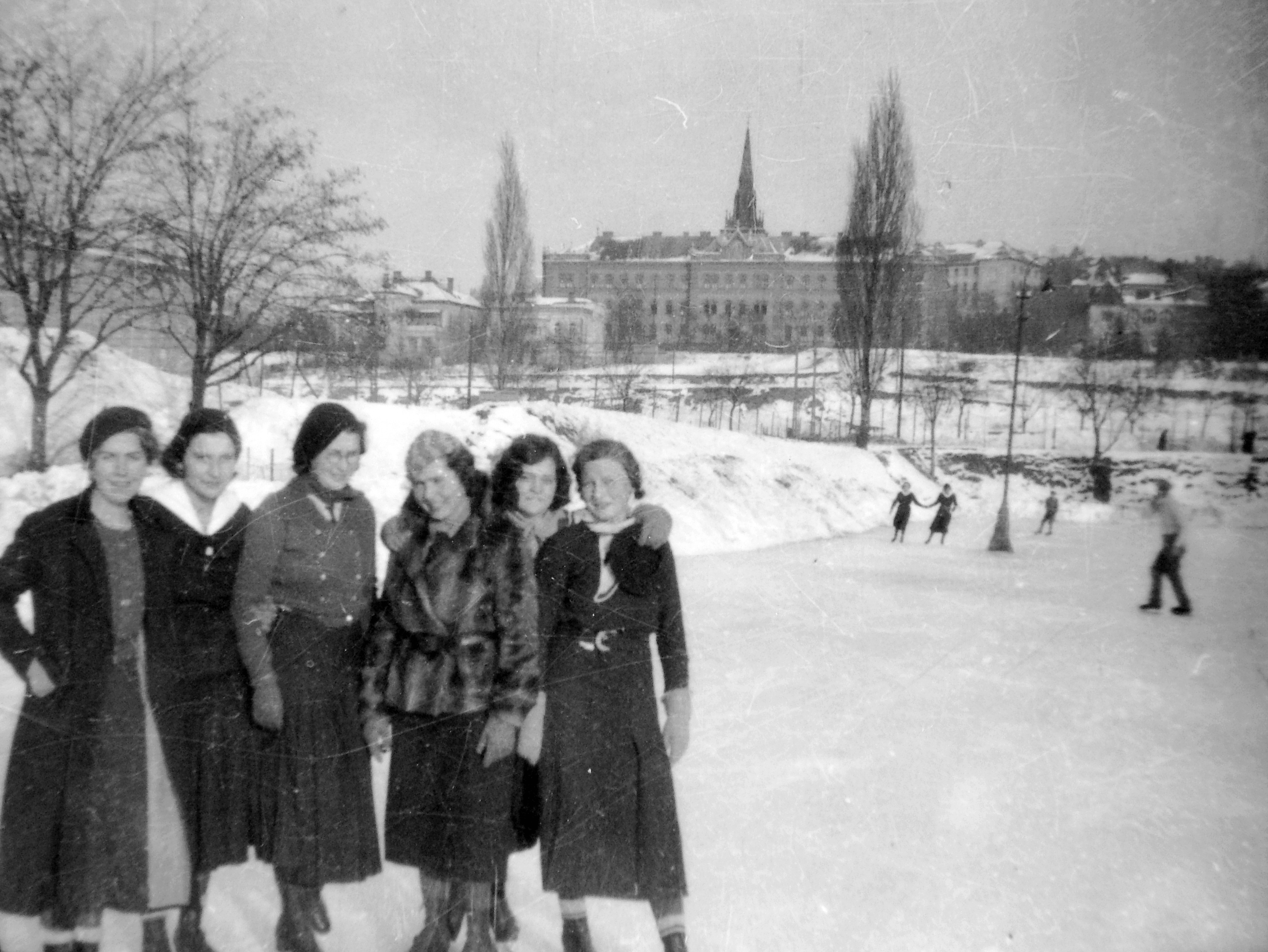
A „Blöke” (Budapesti Lawn Tennis és Korcsolyázó Egylet) felöntött pályája 1939-ben, a háttérben a Feneketlen-tóval
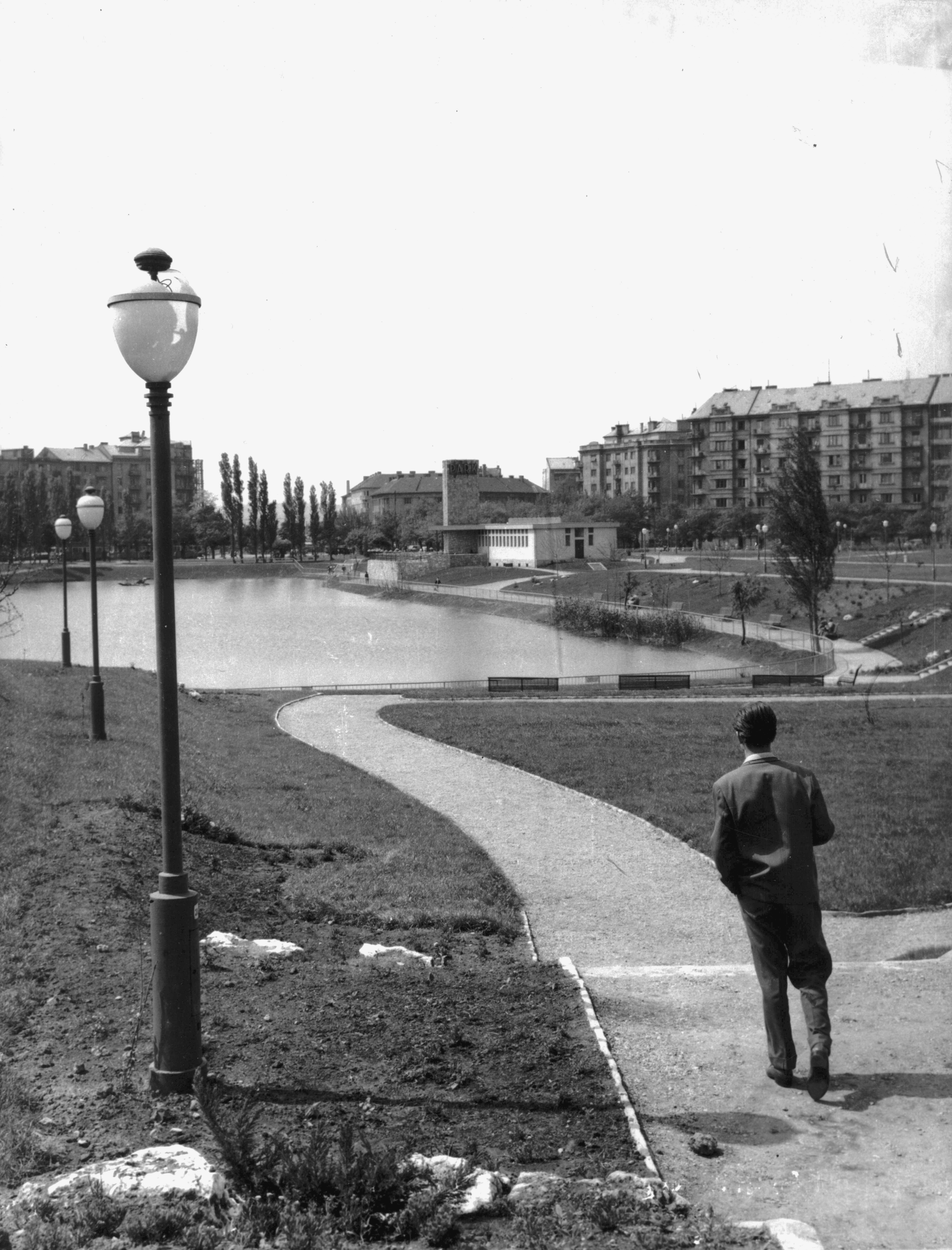
A Feneketlen-tó 1960-ban
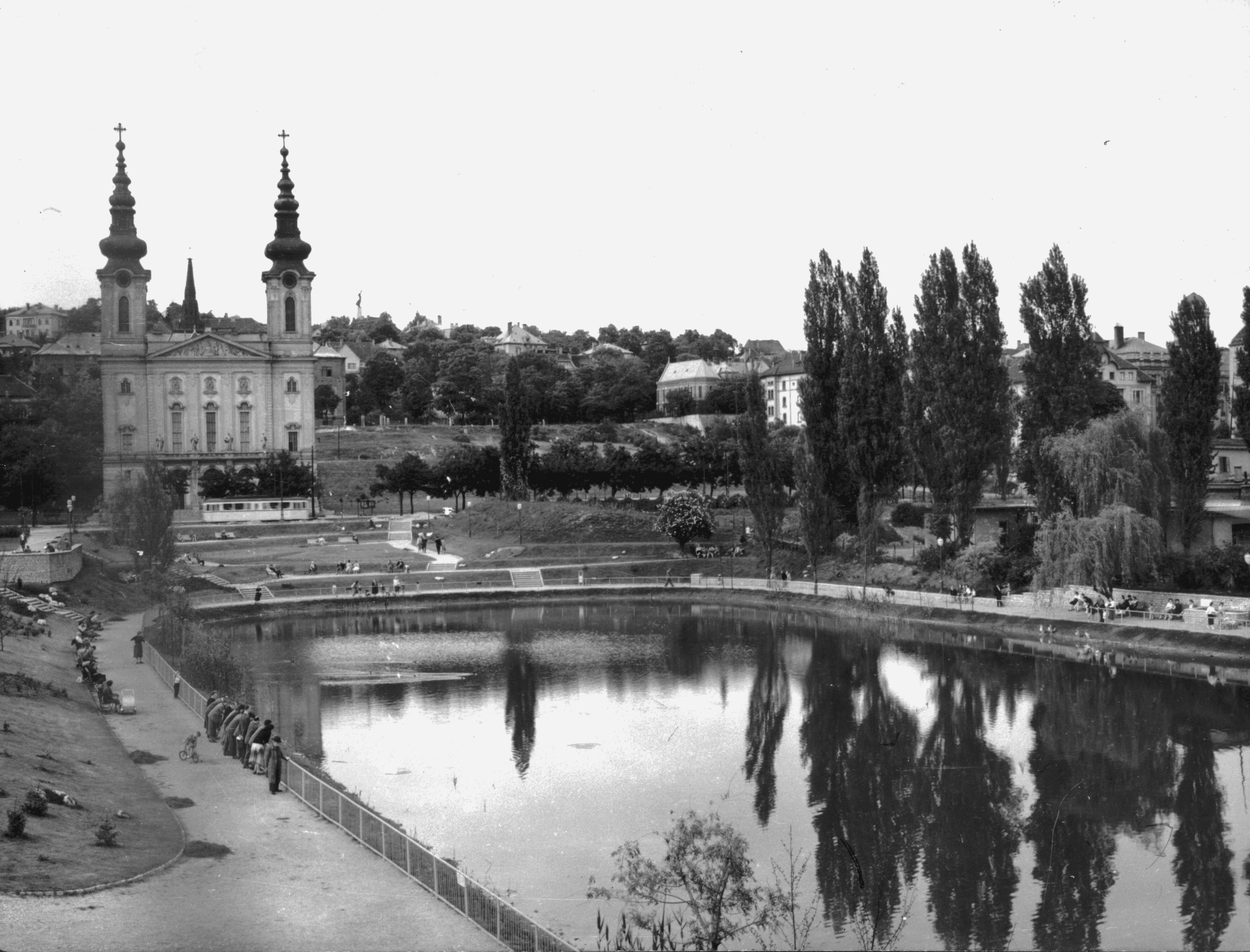
A Feneketlen-tó, háttérben a Szent Imre-templommal 1960-ban
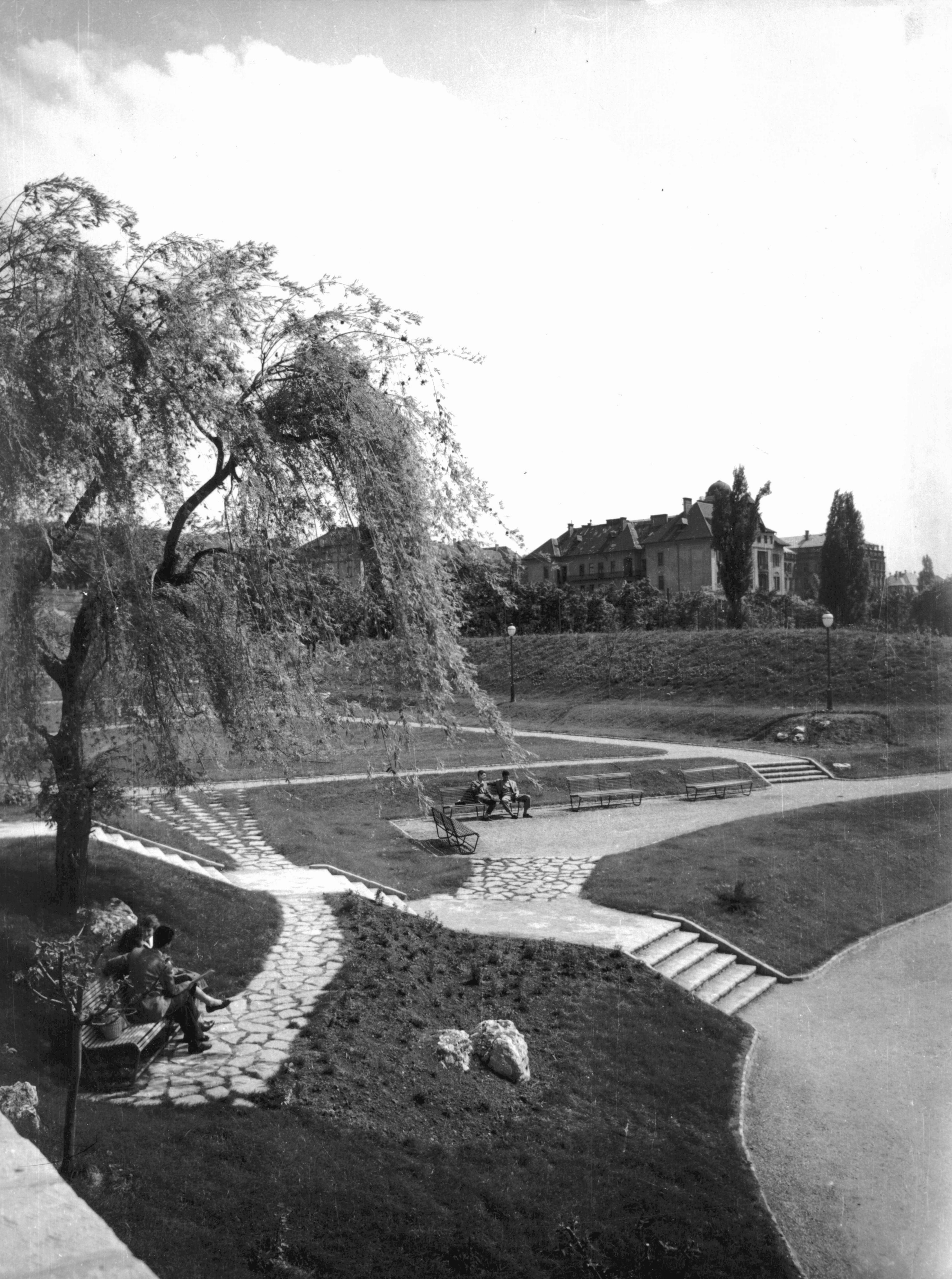
A Feneketlen-tó melletti park 1960-ban

## A tó élővilága

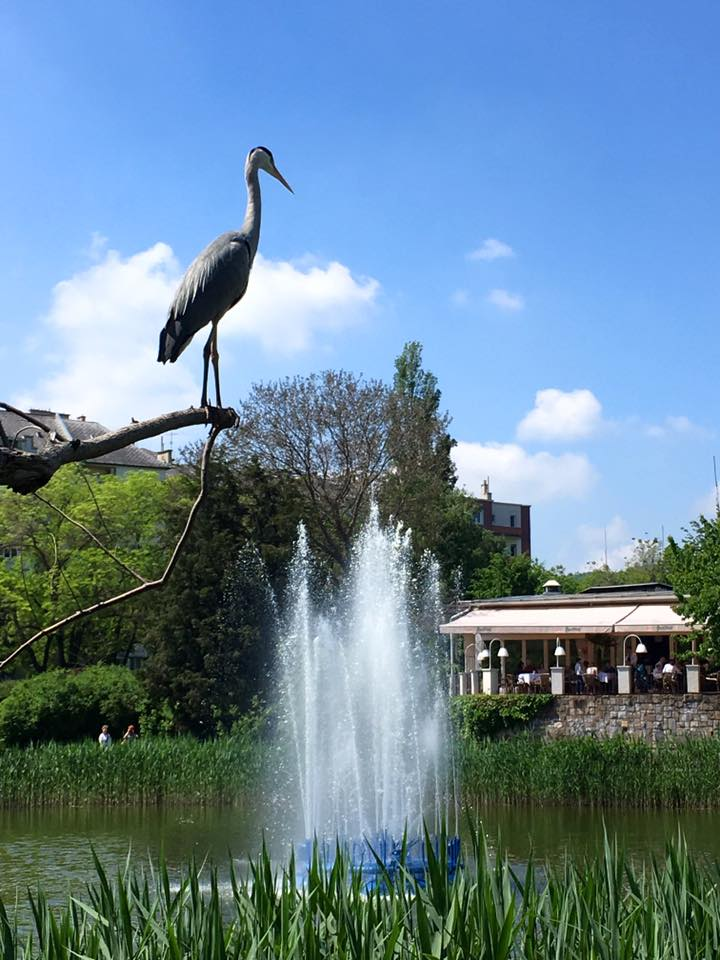
A tónál megtelepedett szürke gém (2017)

### Halak
süllő, sügér, ponty, harcsa, ezüstkárász, dévérkeszeg, csuka, balin, amur

### Hüllők, kétéltűek
kecskebéka, vöröshasú unka, mocsári teknős, vörösfülű ékszerteknős, sárgafülű ékszerteknős

### Madarak
tőkés réce, házi kacsa, dolmányos varjú, tengelic, zöldike, csicsörke, sirály, vízityúk, karvaly, vörös vércse, kormos légykapó, csilpcsalpfüzike, balkáni gerle, házi rozsdafarkú, fekete rigó, szürke gém, kormorán, ökörszem, kis vöcsök

### A tó körüli park különlegesebb bokrai, fái
papíreperfa (Broussonetia papyrifera), júdásfa (Cercis siliquastrum), galagonya (Crataegus oxyacantha „Paul’s Scarlet”), virginiai boróka (Juniperus virginiana), vöröslevelű mogyoró (Corylus avellana „Fuscorubra”), szelídgesztenye (Castanea sativa), tulipánfa (Liriodendron tulipifera), oszlopos tölgy (Quercus robur „Fastigiata”), szomorú borsófa (Caragana arborescens „Pendula”)

## A tóhoz kapcsolódó legendák, hiedelmek
- A legkorábbi városi legenda szerint, amikor az egykori téglagyári gödröt forró víz borította el, a munkások szerszámaikat és gépeiket veszni hagyva menekültek kifelé a gödörből, amelyet teljesen megtöltött a beáramló áradat. Sokáig tartotta magát az a legenda, hogy a munkagépek és azok kezelőinek maradványai még mindig a tó feneketlen mélyén hevernek, az odaveszett alkatrészek pedig lehetetlenné teszik a halászást, elszaggatják a hálókat.
- Az 1910-es években, a tó körüli építkezések idejére nyúlik vissza az a történet is, melynek a hagyomány szerint a nevét köszönheti. Eszerint az építkezést megelőzően a munkások megkezdték a tó mögötti hegyoldal elbontását, és onnan a vízbe szórták az összegyűjtött földet. Furcsa módon azonban a föld nem süllyedt le a tóban, hanem a vízben lebegett, így kapott lábra az a különös monda, miszerint a tónak talán nincs is feneke.[2]
- A tavat elátkozottnak is tartották, lévén az 1919-es forradalmat követően több alkalommal holttesteket vetett ki a víz.[28]
- A helyi szóbeszéd szerint a valójában 4-5 méteres tó akár 30-40 méter mély is lehet.
- Egy 1960-as újságcikk szerint: "mondják hogy a második világháború végén még tankokat is magába fullasztott".[29]
- Egy másik legenda szerint a Feneketlen-tó vizét a hetvenes években egyszer még le is engedték, hogy ki tudják takarítani a medrét.[30]

## Események időrendje
- 1877-ben téglagyári agyagbányaként kezdték el kiásni a tó medrét. A talajvíz fokozatosan összegyűlt benne.
- 1889-ben bezárták a téglagyárat.
- 1958-ban épült a tó mellé a Budai Parkszínpad Pálfy Ferenc, Studer Antal és Vitkovits István tervei alapján.
- 1958–1960 között alakították ki a tó körüli rendezett zöldterületet (akkori nevén: Ifjúsági Park), ekkor épült partjára a Park Étterem.
- 1966-ban adták át a Sport szállót, amelyet később kibővítettek (1983-tól Flamenco), 2021-től a Mathias Corvinus Collegium székhelye.
- Az 1980-as évekre romlott a víz minősége, de a Feneketlen-tavi Horgász Egyesület kezdeményezésére víz forgató berendezést építettek be, amely ismét életet lehelt a tóba.
- 1997-ben a tó mellett bekerített játszótér Komlósné Hlatky Katalin tervei szerint került kialakításra. Ekkor újították fel a tönkrement burkolatokat és készült el az automata öntözőhálózat is.[27]
- 2007-ben és 2008-ban több mázsa hal pusztult el a víz alacsony oxigénszintje miatt, de hogy ez mitől alakult ki, máig vitatják.[26]
- 2008-ban jelentősen lecsökkent a vízszint. A következő évben a sok csapadéknak köszönhetően helyreállt.[26]
- 2010-ben megtiltották a tóban való horgászatot, amely azóta is érvényben van.[26]
- 2014 tavaszán adták át a Főkert Zrt. által épített pihenőstéget. Lehetőséget nyújt a parklátogatók számára, hogy a víz közelségét élvezve, olvashassanak, relaxálhassanak a tóparton.[31]
- 2015 augusztusában az Újbuda Sportjáért Nonprofit Kft. egy 530 méter hosszú és 1,25 méter széles, rekortán borítású futópályát alakított ki a tó körül, valamint fitneszparkot is létesítettek hozzá a tó mellett.[32]
- 2016 őszén a Magyar Madártani és Természetvédelmi Egyesület Kétéltű- és Hüllővédelmi Szakosztálya kiszedte az éveken át a tóba hordott, Magyarországon nem őshonos ékszerteknősöket, ezeket áttelepítették a Fővárosi Állat- és Növénykertbe.[33][34]
- Placid atya park: az egykoron a közelben lakó Olofsson Placid (1916–2017) bencés szerzetesről elnevezett (Villányi út felé eső) parkrész névadását 2017 decemberében szavazta meg a kerületi önkormányzat.[35]
- A tó körüli (Kosztolányi Dezső tér és Bartók Béla út felé eső) névtelen parkot[36] 2021. április 21-én Törőcsik Mari színművészről nevezték el.[37]

## Érdekességek

### Hasznosítási tervek, kérdéses tevékenységek
1908
Öntözés, jégvágás, részlet Budapest székesfőváros törvényhatósági bizottsága rendes közgyűlésének tárgysorozatából (1908. dec. 4.). Az – elvetett – előterjesztés szerint: 
"Az I. kerületi kelenföldi dűlőben, az Átlós-ut és a Villányi-ut közt fekvő (...) területen, amelyet évekkel ezelőtt a főváros szabályozási célokra szerzett meg, egy 4800 négyszögöl kiterjedésű, állandóan vizzel telt, mély gödör van. Ezt a gödröt annak idején téglagyártási célokra, nevezetesen agyag ásásra használták mindaddig, amig az ásás folytán felszínre került talajvizek el nem árasztották. A gödröt – melyet általában téglagyári gödörnek, köznéven lágymányosi tónak neveznek – úgyszintén az azt környező 1791 négyszögölnyi szántót a törvényhatósági bizottság, 1906. évi julius hó 4-én kelt (...) határozatával, évi 400 korona bérért, 1906. évi augusztus hó 1-től kezdődőleg 6 esztendőre, Breuer József budapesti lakosnak adta bérbe azzal a feltétellel, hogy a szántót mezőgazdasági célokra, a tavat pedig ennek öntözésére, továbbá halászásra és jégvágásra használhatja.

Folyó évi julius hó folyamán a tiszti főorvos ur azt a bejelentést intézte a t. Tanácshoz, hogy a tó vizének jégtermelésre való felhasználása közegészségügyi szempontból meg nem engedhető, minthogy abban egész nyáron át fürödnek, sőt a tapasztalat szerint lovakat is fürösztenek. E bejentés alapján a t. Tanács a megkötött bérleti szerződést (...) a bérletet folyó évi november hó 1-ére felmondotta s utasította a kerületi elöljáróságot, hogy a tavat és a szántót a főváros rendelkezésébe vegye vissza.

Ennek következtében gondoskodnunk kell a visszavett terület más megfelelő módon leendő folytatólagos hasznosításáról, amire nézve a „Kelenföldi Labdázó Társaság" részéről időközben ajánlat érkezett. Nevezett társaság a kérdéses (...) területnek közvetlenül az említett tó és szántó mellett fekvő 5100 négyszögölnyi részét sporttelep céljára bírja használatul a fővárostól 1906. évi augusztus hó 1-től kezdődőleg 6 évre, évi 10 korona urijog elismerési díj ellenében. Az ajánlat szerint a társaság hajlandó a kérdéses tavat és szántót évi 200 K-ért bérbe venni és pedig abból a célból, hogy ezt a területet sporttelepéhez csatolja s céljainak megfelelően rendezze. A társaság kötelezettséget vállal az iránt, hogy a tavon nem fog jeget termelni s hogy annak vizét csakis öntözésre, halászatra és a már meglevő korcsolyapályájának elárasztására fogja használni."
1927
Pisztrángtenyésztésre akarják berendezni a kelenföldi korcsolyázó tavat:
"A régi kelenföldi téglagyár mellett egy kisebb tó van, amelyet télen korcsolyázásra, nyáron horgászásra használnak. Az utóbbi hasznosításra azonban a tó nem nagyon vált be, mert a tóban kevés halat lehetett tenyészteni és azoknak nagy része is elpusztult. A tó tele van vasdarabokkal, szeméttel és mindenféle piszokkal. A halászati jog eddigi bérlője, aki évi 160 pengőt lett volna kötéles az engedélyért fizetni, még ezzel az összeggel is több év óta adós maradt a fővárosnak, mert a halászat ennyit sem jövedelmezett, sőt a tó fenekén levő vasdarabok a hálókat is összeszakították."
Be akarják temetni a budai Feneketlen tavat:
"A városgazdasági bizottság legutóbbi ülésén tárgyalta a Budai Lawn-tennisz és Korcsolyázó Egylet területhasználati szerződésének meghosszabbítását. Az egyesület (...) most a teniszpályákhoz bérbe kérte az Átlós-út mentén levő Feneketlen tavat is korcsolyázás, illetve uszoda számára. (...) A tó bérletére vonatkozó kérést csak azután fogják eldönteni, ha a főváros megvizsgáltatta a tó mélységét, vizét pedig bakteriológiai szempontból, és ha a víz minden tekintetben veszélytelennek bizonyul, meg fogja adni a hozzájárulást. Szóba került az is, hogy ha a tó vize fürdésre nem alkalmas, akkor a tavat be fogják temetni."
Bizottsági és tanácsi előterjesztés a Budapesti Lawn-Tennis és Korcsolyázó Egylet területhasználati szerződésének meghosszabbítása ügyében, úszás, evezés: 
"a szóbanforgó sporttelep használata az egylet részére ezután is biztosíttassék, sőt általános testedzési érdekekből szükségesnek tartjuk az előmozdítását annak is, hogy az egyleti tagok által eddig kultivált korcsolyázás, tenniszezés és vívás a sportteleppel szomszédos névtelen tó adottságánál fogva a jövőben az úszás és az evezés sportjával egészüljön ki. Elfogadjuk az egyletnek azt az okfejtését is, hogy immár elodázhatatlan a jelenlegi klubház kibővítése egyrészt azért, mert a télen-nyáron űzött sporthoz tágas és higiénikus helyiségek kellenek, másrészt az okból, mert egy színtiszta amatőr alapon működő sportalakulat önmagát fenntartani, tagjainak (...) bizonyos joggal megkívánható kényelmet, szórakozást és főként bő sportolási lehetőséget nyújtani s végül: minden épületet, berendezést, felszerelést és magát a sporttelepet állandóan jó karban tartani s mindezt adminisztrálni csakis magas taglétszám esetén lehet képes."
Egyetemi város létesítése, Sipőcz polgármester az 1928. évi költségvetésről: 
"Nagyobb összeget állítottak be a költségvetésbe a szükséges telekvásárlásokra, hogy megvásárolhassák azokat a területeket is, amelyek az angyalföldi és a kelenföldi főgyűjtő csatornák építéséhez szükséges. Nagyobb összeg van beállítva a kelenföldi tó feltöltésére. Ezt a területet tudvalévően a kultuszminiszter igényli, hogy ott a külföldi kultur centrumok mintájára egy nagy, modern egyetemi várost építtessen. A kormány hozzájárulást kér a fővárostól."
1928
Halászati jog, részlet a főváros városgazdasági bizottság ülésének anyagából: 
"A lágymányosi úgynevezett feneketlen tó bérletére vonatkozó ajánlatokat tárgyalták. Az egyik pályázó arra kért engedelmet, hogy pisztrángtenyészetet rendezhessen be a tóban, a másik ajánlkozó pedig 160 pengőt kínált a tó halászati jogáért. Érdekes, hogy az egyik ajánlattevő a másik ajánlatának ellensúlyozására becsatolta a halbiológia állomás szakvéleményét is, mely szerint a tó fehér pisztrángok tenyésztésére nem alkalmas".
1929
Strand kiépítése, Panaszol a magyar föld, dr. Pávai-Vajna Ferenc, magy. kir. főbányatanácsos-főgeológus cikkéből:
"Különös város volt mindig Budapest és még sokáig az marad. Volt idő, amikor azt kivánták, hogy a csatornákban hegynek fölfelé folyjon a víz. Volt idő, amikor követelték az építkezést, de nem adták ki az építési engedélyeket – volt idő, amikor minden szabad területet beépítettek és – volt idő, amikor ezeket a beépített területeket drága pénzen kisajátították, hogy szabad területhez jusson a város. Különleges földrajzi fekvése, tagozódása lehetetlenné tette, hogy valami egységes nagy gondolat alapján fogják meg ezt a várost, ennek a gondolatnak az alapján fejlesszék, rendezzék és szabályozzák. (...) kizárólag és egyedül ennek az áldott földnek kincséből élhet meg ez a város, olcsó energiák beállítása mellett. Kincse a – gyógyvíz, olcsó energiája a – forró víz. Mind a kettőt ingyen adja az anyaföld, csak ember kell a gátra, aki ezt a kettőt együtt ki tudja használni. Egy forrásból erednek. Felére olcsóbbodna az élet és a fennmaradt másik felével föllendíthetnénk az ipart és a kereskedelmet. Pestnek lehet, de Budának nincs más módja, hogy hanyatló polgársága megállhasson az elszegényedés lejtőjén és visszatérjen oda, ahol fénykorában, Mátyás király idejében élt, virult és boldogult. 

Strandnak való két hely is van a Kelenföldön, amelyek mindegyike megfelelne a maga módja szerint, annak a szociális gondolatnak, hogy a kevésbé vagyonos osztályok megtalálják itt is a maguk strandoló helyét: – a vizet, a homokot és a napsugarat. Az egyik az úgynevezett „feneketlen tó” a Villányi-út és az Átlós-út között. Környezete ligetszerűen kiképezhető, területe nagyobbítható, vize a Gellértfürdő vizével melegíthető."
1958
Május 1-re dísze lesz a Lágymányosnak – ami eddig elcsúfította, parkosítás:
"A Feneketlen tavat kerítéssel veszik körül, környékét pedig parkosítják, a parkban padokat állítanak fel. Ugyancsak ezen a területen 1500 személyes szabadtéri színházat építenek, amely színi- és mozielőadásokra, sportesemények rendezésére is alkalmas lesz. A Feneketlen tó partjára halászcsárda kerül, amelyet a földművesszövetkezet épít fel. Játszóteret is létesítenek a környékbeli kisgyermekek részére."
1966
Vigyázzunk a Feneketlen-tó parkjára!, horgászat, kivilágítás:
"Mielőtt a környéket rendezték, a tóban halakat szaporítottak, horgászállásokat létesítettek és rendszeres sporthorgászást kezdtek. Az itteni horgászok e szerzett jogukra hivatkozva ma is a tónak mintegy tulajdonosaiként tekintik magukat. Mégis meg kellene szüntetni itt a horgászást és inkább a környék társadalmi védelméről gondoskodni. Kipusztultak a tó kecses hattyúi, a fényes tollú vadkacsák, a koromfekete szárcsák és vadlibák. Valaha kivilágították a tavat, most ez is megszűnt, állítólag azért, mert zavarta a horgászatot. Az állatkert igazgatósága egyidőben patronálta a tó növény- és állatvilágát, de – bizonyára, mert minden erőfeszítése, a társadalmi segítség híján, eredménytelen maradt –, felhagyott a gondoskodással. Az is baj, hogy a tó vizest szennyezi az utakról belecsurgó víz, a sporttelep locsolása pedig leapasztja a tavat. A hínár is rontja a vizet."

### Rákászás
Az 1920-as években a környék már nagymértékben beépült, ennek ellenére a tó egyfajta "vadvízi rezervátumnak" számított, édesvízi rákok nagy számban éltek benne. 
Egy, a "kommün" (1919-es magyar Tanácsköztársaság) idejére visszatekintő 1933-as horgászbeszámoló szerint:
"A lakásom közelében fekvő Átlós úti tó felé fordult érdeklődésem. Itt zártkörű társaság volt együtt, kedves urak, na meg néha hölgyek is. (...) Előre kell azonban bocsájtanom. hogy sok reményt nem fűztem vállalkozásomhoz. Kilós potykákról, mint azt sokan mesélték, nem is álmodtam, s ezt nem is hittem. (...) 
10 darab szabályos kétabroncsos rákhálóval vonultam ki, s mondhatom, hogy a legnehezebb volt azt a kis darabka „büdös” búst megszerezni, amire szükségem volt. Akkor a kommün alatt ez nem volt könnyű! (...) 
A többi hálóban is valósággal tolongtak! Aznap délután több, mint kettőszáz darabot vittem haza! Másnap kb. ugyanannyit. Napokig rákbán tobzódtunk! Így húztam ki nem egészen egy hónap alatt, közvetlenül a villamos mentén fekvő tóból, nagyforgalmú út mellett mintegy ezer darab nagyon szép és kiválóan ízletes rákot! 
Íme Budapesten is lehet, benn a városban is rákászni, türelem és egy kis szerencse kell csak hozzá. 
Itt jegyzem meg, ami sok horgászt talán érdekel, hogy napokon át több száz mélységmérést eszközöltem a feneketlennek hívott tóban és soha 7 méternél nagyobb mélységet nem mérhettem! Feneke iszapos, agyagos latyak (régi beomlott agyaggödör), vize nem tisztán édesvíz, hanem keserűvízzel és sósvízzel gyengén kevert. (A keserű és sós források úgy látszik összeköttetésben vannak vele.)
Vízszíne állandó, mert források táplálják. Hal nem igen van benne, s ami van, az is jóllakott, horogra nem igen megy."
Ugyanannak a lapnak a hasábjain 1934-ben viszont a következő bekezdés jelent meg:
"Lágymányosi horgászok. A Horthy Miklós-úti tóról lapunk első évfolyamában jelent meg közlemény horgászrovatunk vezetőjének tollából, mely tartalmazza az óhajtott felvilágosításokat. Hangsúlyoznunk kell azonban, hogy azóta – az amúgy sem rózsás – viszonyok lényegesen rosszabbak lettek. Rákot már alig fog benne találni, mert azok életfeltételei nagyjában megszűntek."

## Galéria

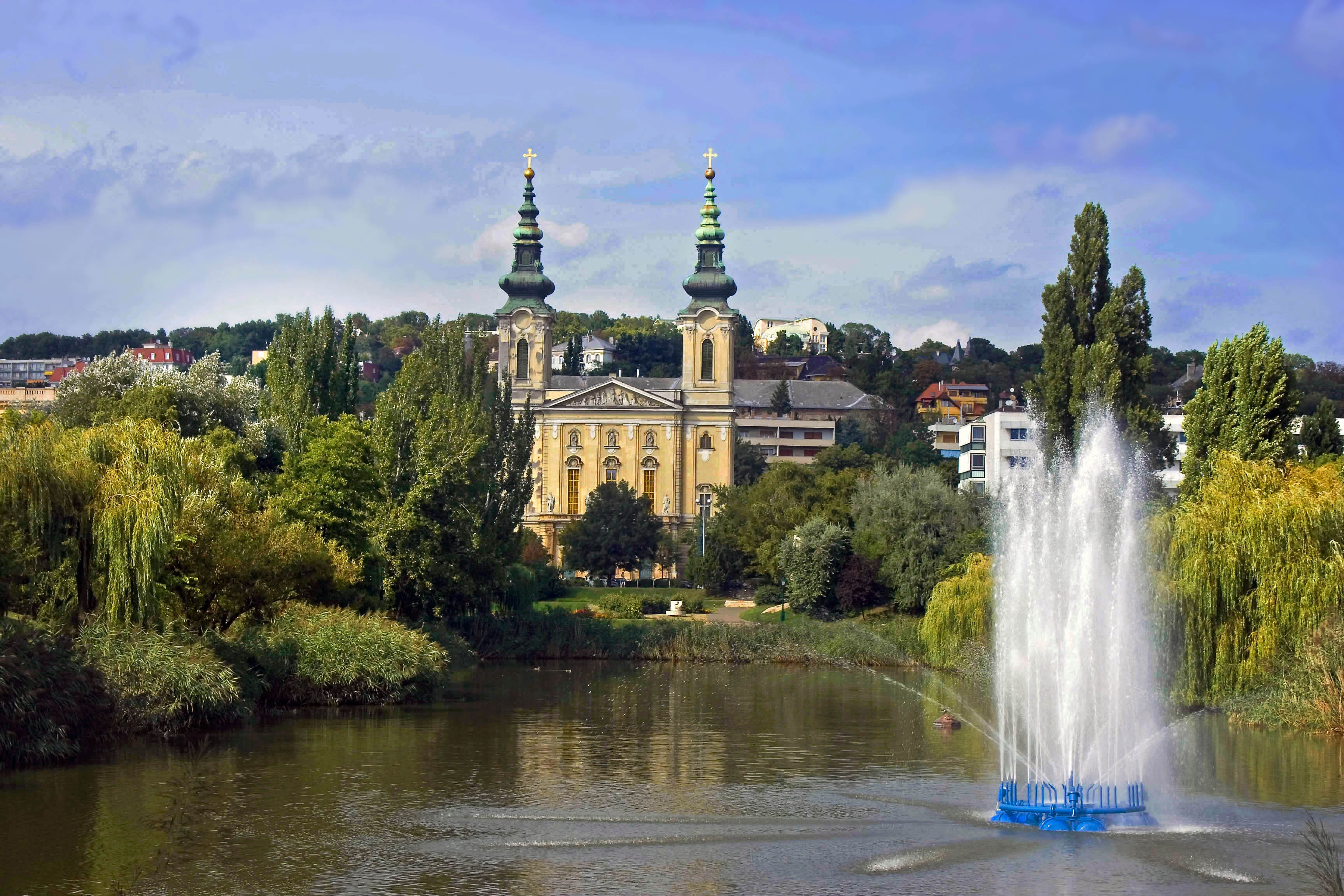
2017 nyár végén
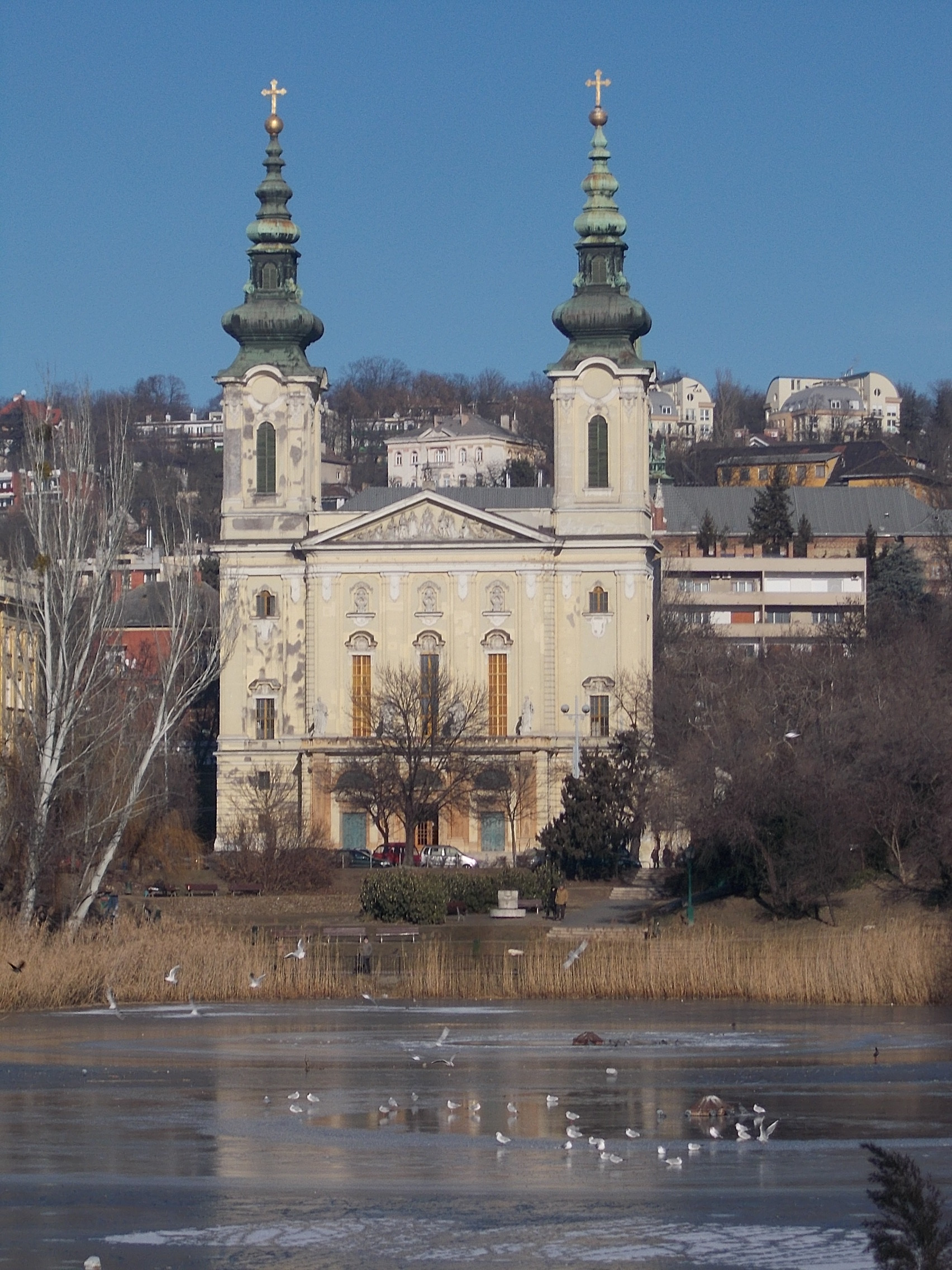
2017 telén
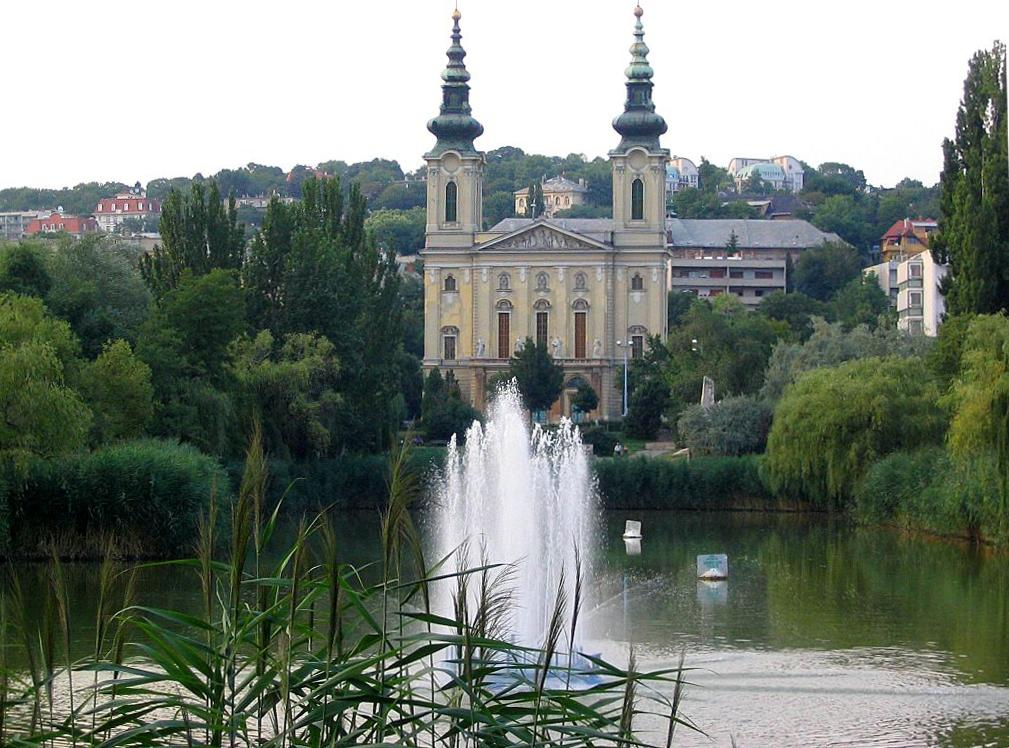
A tó és a templom 2003 nyarán
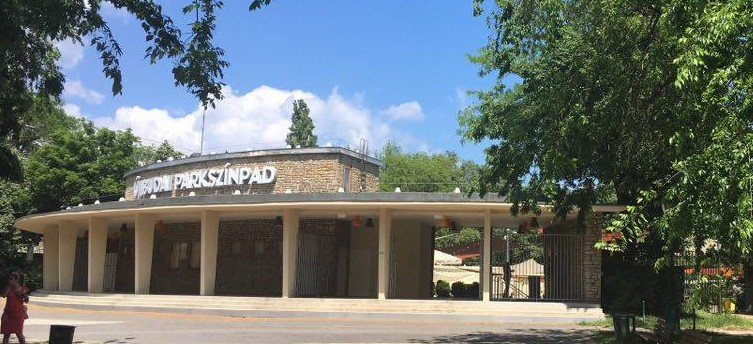
A Budai Parkszínpad a tó mellett